# Thyenillus fernandensis
Thyenillus fernandensis är en spindelart som beskrevs av Simon 1909 [1910. Thyenillus fernandensis ingår i släktet Thyenillus och familjen hoppspindlar. Inga underarter finns listade i Catalogue of Life.